# Сесилија Ахерн
Сесилија Ахерн (енгл. Cecelia Ahern; 30. септембар 1981. Даблин) је ирска књижевница, позната по романима П.С. волим те, На крају дуге и Да само можеш да ме видиш. Њени романи су објављивани у скоро педесет земаља, а продала је преко 25 милиона примерака широм света. По мотивима два њена романа снимљени су филмови.
Освојила су бројне награде, укључујући Књижевну награду Ирске за популарну фикцију за роман  Година кад сам те упознала. Поред романа објавила је и бројне кратке приче у разним антологијама. Такође је осмислила и продуцирала ABC комедију  Која Саманта са Кристином Еплгејт у главној улози. 
Заштитно је лице компаније Littlewoods Ireland.

## Приватни живот
Сесилија Ахерн је ћерка бившег тишоха (премијера) Ирске, Бертија Ахерна. Њена старија сестра Џорџина Ахерн је удата за Никија Бирна члаана ирске поп групе Westlife. Сеселија Ахерн је 2000. године била део ирске поп групе Shimma, која је у ирском националном финалу за Песму Евровизије завршила трећа.
Пре почетка списатељске и продуцентске каријере, завршила је студије новинарства и медијских комуникација на Грифит колеџу у Даблину, али је одустала од мастер дипломе да би наставила са списатељском каријером.
Са супругом Дејвидом Кеоганом, добила је прво дете, девојчицом по имену Робин, 14. децембра 2009. године. Једна од њених представница за штампу потврдила је у марту 2012. године да је трудна са другим дететом. Сесилија је друго дете, дечака по имену Сони, родила  23. јула 2012. године. Тренутно живе у месту Малахајду у округу Северни Даблин.

## Каријера
Када је написала свој први роман П.С. Волим те 2002. године, Сеселија Ахерн је имала само двадесет једну годину. Роман је објављен 
2004. године, и био је бестселер у Ирској (19 недеља), Уједињеном Краљевству, САД, Немачкој и Холандији. Објављен је у више од четрдесет земаља. Књига је адаптирана за истоимени филма који је режирао Ричард Лагравенезе са Хилари Сванк и Џерард Батлером у главним улогама. Филм је почео да се приказује у САД  21. децембра 2007. године.
Њен други роман На крају дуге (амерички назив С љубављу, Рози), такође је био најпродаванији у Ирској и Уједињеном Краљевству, и добио је немачку Награду за књижевност Корине 2005. године. По роману је, 2014. године снимљен филм С љубављу, Рози, који је режирао Кристијан Дитер и у ком главне улоге тумаче Лили Колинс и Сем Клафлин.
Њене кратке приче су објављене у антологијама „Иркиње су се вратиле у град”' и  „Девојке остају кући”, а приход од продаје је ишао у добротворне сврхе.
Сесилија је коаутор и продуцент ABC комедије Која Саманта?, у којој глуме Кристина Еплгејт, Џин Смарт, Џенифер Еспозито, Бари Ватсон, Кевин Дан, Мелиса Макарти и Тим Рас.
Роман Дар је објављен у Великој Британији пре Божића 2008. године. Следећи роман Књига сутрашњице је објављен 1. октобра 2009. године. Године 2016. објавила је два романа, прву књигу за младе Обележена, и роман Птица лира.
Сеселијин следећи роман носи наслов Freckles и биће објављен у Великој Британији и Ирској у септембру 2021. године.

## Награде и достигнућа
Сеселија је номинована за Најбољег дебитанта 2004. на додели Британске књижевне награде за свој дебитантски роман „П.С. Волим те“. Добила је награду Ирског Поста за књижевност за 2005. годину. Награду за књижевност Корине за коју су гласали немачки читаоци такође је освојила 2005. године за своју другу књигу На крају дуге. 
Била је на ширем избору за Међународну књижевну награду у Даблину за „П.С. Волим те“  2006. године. Амерички Cosmopolitan почастио ју је Наградом за забавну фикцију 2007. године за роман Да само можеш да ме видиш. Проглашена је за Ауторку године на додели Награда за жене године часописа „Glamour“  2007. године. Ирски часопис Татлер  је прогласио за Писца године на додели награда Жене године и 2009.  и 2016. године.
Њен пети роман Хвала за успомене номинован је за најпопуларнију књигу на Британским књижевним наградама 2008. године. 
Освојила је и Награда Редбриџ за најбољу тинејџерску књигу за роман Обележена 2017. године.

### Кратке приче
- 24 минута у „Моменти” (2004)
- Следећа станица: сто за двоје у „Кратком и слатком“  (2005)
- Позив у „Иркиње су се вратиле у град” (2005)
- Госпођа Випи (2006)
- Крај у  „Девојке остају кући” (2006)
- Девојка у огледалу (2010)
- Урлик: Тридесет жена, тридесет прича (2018)

## Остало

### Часописи
- Сваке године за "Harrod’s Magazine"
- Ствари којих се сећам ' за "Woman's Own"
- Сећање на маму за "Express Magazine"
- Молрад и Меј за "Woman and Home"

### Телевизија
- Која Саманта (са Доналдом Тодом)
- Zwischen Himmel und Hier (Између неба и овде ) (за ZDF)
- Mein Ganzes Halbes Leben (Моја цела половина живота ) (за ZDF)

### Филмске адаптације
- П.С. Волим те (2007)
- С љубављу, Рози (2014)